# Zajedničar
Zajedničar je hrvatski iseljenički ilustrirani list koji izlazi u Pittsburghu od 1904. do godine. U razdoblju od 1904. do 2009. izlazio je kao tjednik, a danas je dvotjednik.
Bio je glasilo Narodne hrvatske zajednice u Sjedinjenim državama Sjeverne Amerike, a nakon promjena imena Narodne hrvatske zajednice u Hrvatska bratska zajednica, official organ of the Croatian Fraternal Union =glasilo Hrvatske bratske zajednice u Americi .
Uređivali su ga Niko Gršković, Francis Kolander, Juraj Ubojčić, Filip Vukelić i M. J. Horvath, Stephen F. Brkich i Filip Vukelić, F. Brkich i Bosiljko Bekavac, John Herak, Jr. i Bosiljko Bekavac, Milan Vranes, Edward J. Verlich, John Cindrich.